# Prophalangopsis
Prophalangopsis is een geslacht van rechtvleugeligen uit de familie Prophalangopsidae. De wetenschappelijke naam van dit geslacht is voor het eerst geldig gepubliceerd in 1871 door Walker.

## Soorten
Het geslacht Prophalangopsis  is monotypisch en omvat slechts de volgende soort:
- Prophalangopsis obscura (Walker, 1869)